# Sanfrè
Sanfrè ist eine Gemeinde in der italienischen Provinz Cuneo (CN), Region Piemont.

## Lage und Einwohner
Sanfrè liegt 53 km nordöstlich von der Provinzhauptstadt Cuneo entfernt. Das Gemeindegebiet umfasst eine Fläche von 15,5 km² und hat 3055 Einwohner (Stand 31. Dezember 2023). Die Gemeinde besteht aus den Ortsteilen Martini, Motta und Sanfrè. 
Die Nachbargemeinden sind Bra, Cavallermaggiore, Pocapaglia, Sommariva del Bosco und Sommariva Perno.

## Geschichte

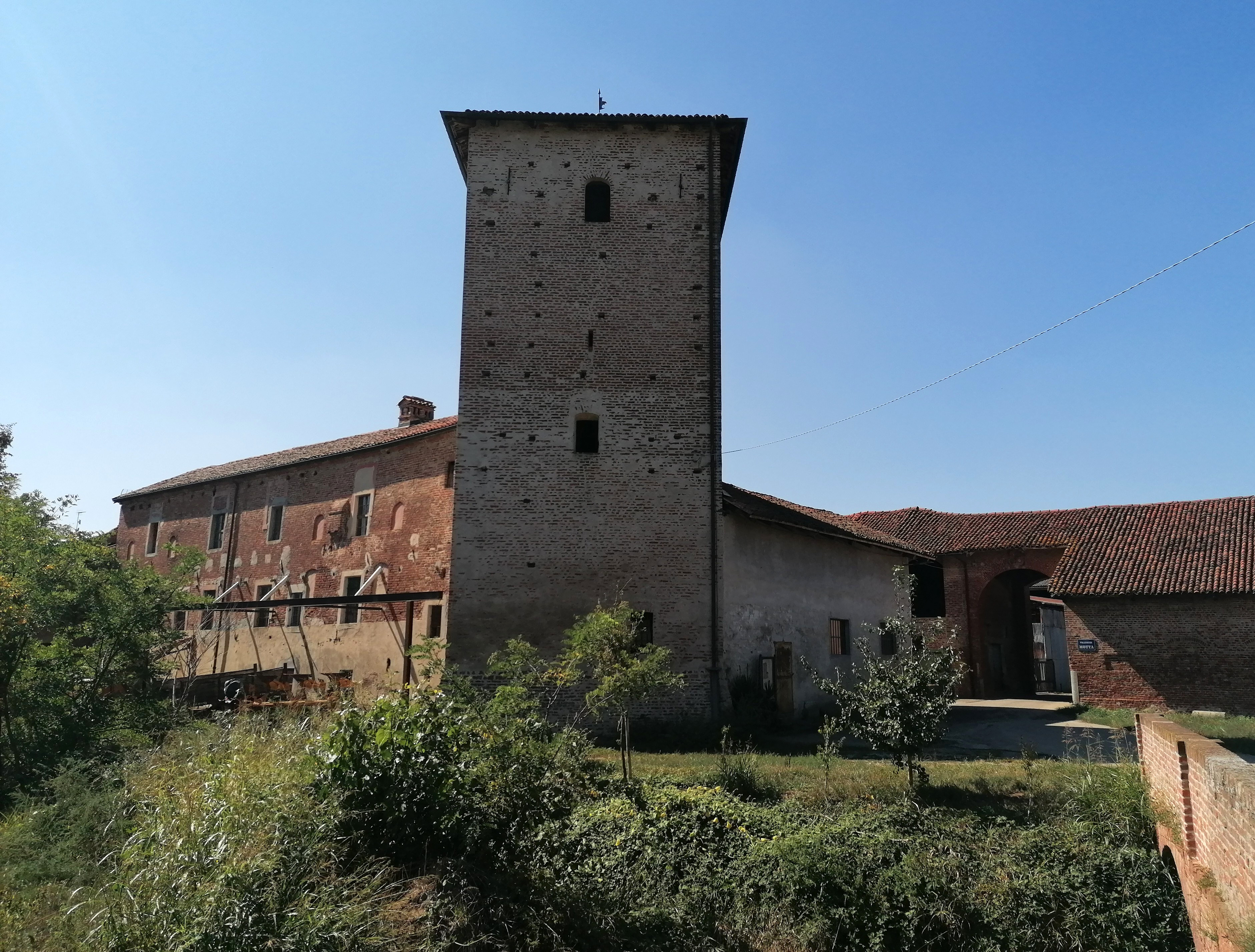
Festung Motta degli Isnardi in Sanfrè

Einige Gelehrte beziehen ihn auf das lateinische SINUS FRIGIDUS, das als „kalte Luft“ verstanden wird. Jemand anderes verbindet es mit „Sant'Iffredo“, aber die zuverlässigste Hypothese ist die, die in ihrem Ursprung den germanischen Personennamen „Siegenfrid“ sieht, der sich anschließend in verschiedenen Formen verbreitete, bis er „Sinfrè“ erreichte, das aufgrund eines paritymologischen Vergleichs mit San Teofredo, der hier wurde, zu „Sanfrè“ wurde wo sein Kult weit verbreitet ist, „Saint Iffredo“. 
Das Dorf wird erstmals in Urkunden des 11. und 12. Jahrhunderts erwähnt. 1098 wurde es von Graf Umberto II. von Savoyen dem Bischof von Asti geschenkt, der es wiederum den Herren von Manzano und denen von Sommariva Perno belehnte. Im 13. Jahrhundert beteiligte er sich am Bund der bischöflichen Vasallen von Asti gegen die Gemeinde Asti und im Jahr 1224, dem Jahr des Baus der neuen Burg, die an der Stelle der jetzigen errichtet wurde, wurde seine Herrschaft an die Mächtigen verkauft Gemeinde, die es gegen Ende des Jahrhunderts den Isnardi anvertraute, denen sich ab Ende des 14. Jahrhunderts die Familie Roero anschloss und dann wieder in die Hände der Familie Isnardi zurückkehrte, die es bis zum Aussterben der Familie besaß Familie (1770). 
Seit 1884 hat Sanfrè einen Bahnhof an der Bahnstrecke Carmagnola–Bra. Der Bahnhof hieß ursprünglich „Bra-Sanfrè“. Am 25. Mai 1936 wurde der Bahnhof zur Haltestelle herabgestuft und erhielt 1940 seinen heutigen Namen.
Aus historisch-künstlerischer Sicht interessant ist die Pfarrkirche St. Peter und Paul, die um 1712 nach einem Entwurf des Architekten Francesco Gallo erbaut wurde. Dahinter steht die im letzten Jahrhundert renovierte Kirche der Heiligen Agostino und Bernardino. Isoliert auf dem Plateau befindet sich die romanische Apsis der alten Pfarrkirche Santissima Trinità mit einem kleinen Glockenturm, einem Kirchenschiff und einem Portikus aus dem 17. Jahrhundert. Erwähnenswert ist schließlich die Festung Motta degli Isnardi, ein befestigter Curtense-Komplex mit eigener Kirche.